# 紅色娘子軍
紅色娘子軍（こうしょくじょうしぐん）は中華人民共和国の革命バレエ。文化大革命期間中、上演が許された8作の『様板戯』（模範劇）、『紅色経典』（共産主義模範作品）の一つ。

## 概要
1931年（民国20年）に海南島で結成された中国共産党傘下の海南島ゲリラ部隊、中国工農紅軍第2独立師団第3団女子特務連隊の実話を基にしたもので、海南島で中国国民党につながる反動地主の横暴に対して立ち上がった女性農民が紅色娘子軍を組織して、反動地主を打倒する姿を描いた。
1961年、謝晋監督（上海天馬電影）による劇映画が上映、1964年に舞台バレエが北京・天橋劇場で初演、さらに1971年にバレエ映画、1972年に京劇版映画が上映された。
文化大革命期を代表する芸術作品だが、バレエ版は白毛女と共にバレエ民族化の代表作とされ、21世紀の今日まで上演され続けている。1972年バレエ『白毛女』と共に訪日公演がおこなわれた。

## あらすじ
1930年代。海南島の万泉河一体の椰林寨 （現在の瓊海市）で、国民党につながる反動地主・南覇天から暴行を受けた下女、呉瓊花はジャングルに逃れ、そこで共産党員、洪常青と出会い、その指導で紅色娘子軍というゲリラ部隊に参加する。一度は拙速な作戦で南に逃げられ、損失をこうむるが、私怨による報復でなく農民を反動地主から解放するという大義に目覚めたことから、ついに南を捕らえ、処刑することができた。そして娘子軍は共産党の主力部隊と合流し、南ら地主勢力を一網打尽にすることに成功。呉は娘子軍連隊長となった。